# Wodokty (Karczew)
Wodokty – niewielka osada, licząca kilka domów, istniejąca w II połowie XIX i na początku XX wieku, położona między wsiami Nadbrzeż i Przewóz, na terenie obecnej gminy Karczew, w powiecie otwockim, w województwo mazowieckie. Wodokty zamieszkiwały włościańskie rodziny Klimkiewiczów, Lidów, Matfiejczaków i Filów. Ostatnimi mieszkańcami byli Stanisław Wicik (1865 - 1912), który przeprowadził się do Dąbrówki i Paweł Drewicz (1851 - 1932), który przeniósł się do Przewozu. Wodokty przestały istnieć.

## Literatura
- "Karczew. Dzieje miasta i okolic", praca zbiorowa pod redakcją Leszka Podhorodeckiego, str. 261, Karczew 1998, wydano nakładem Rady Miejskiej w Karczewie, ISBN 83-909195-0-8.